# سازمان مدیریت بحران کشور
سازمان مدیریت بحران کشور یکی از سازمان‌های دولتی در ایران می‌باشد که زیرنظر وزارت کشور ایران فعالیت می‌کند و وظیفهٔ آمادگی و پیشگیری از بحران‌ها، مدیریت آن‌ها و ارائه کمک‌های اولیه به آسیب‌دیدگان و ساماندهی و بازسازی مناطق آسیب‌دیده را بر عهده دارد. ریاست سازمان از مهر ۱۴۰۳ برعهده حسین ساجدی‌نیا می‌باشد.
با استفاده از همه امکانات و لوازم وزارتخانه‌ها، مؤسسه‌ها و شرکت‌های دولتی و عمومی و خصوصی، بانک‌ها و بیمه‌ها، نیروهای نظامی و انتظامی و … را بر عهده دارد. این سازمان در خرداد ۱۳۸۷ و در زمان دولت نهم شروع به فعالیت کرد و در تعیین قوانین و چهارچوب‌های آن از تجربیات به دست آمده از نحوهٔ عملکرد سازمان‌های مشابه که پیش از آن در ایران بنانهاده شده بودند و از عملکرد مطلوبی برخوردار نبوده و منحل شده بودند، بهره گرفته شده‌است.

ستاد مرکزی به آدرس، تهران- خیابان کوروش (شریعتی)- پل رومی- کوچه مبشر -خیابان لطیفی- نبش خیابان پارسا می‌باشد.

## پیش‌زمینه
مورخ ۸ آذرماه سال ۱۳۳۷ بر اساس قانون مصوب، سازمان دفاع غیرنظامی به منظور حفظ جان و مال مردم از تعرضات هوائی، حوادث طبیعی و سوانح غیرمترقبه در وزارت کشور وقت تأسیس شد. ۱۴ سال بعد با اصلاح این قانون، سازمان دفاع غیرنظامی تحت سرپرستی نخست‌وزیری قرار گرفت که به موجب عدم عملکرد مطلوب، در سال ۱۳۵۶ مجدداً به زیرمجموعه‌ای وزارت کشور تبدیل شد.
پس از پیروزی انقلاب ایران، به موجب لایحهٔ مربوط به ادغام سازمان‌های آمادگی ملی (۱۳۵۹)، بسیج غیرنظامی و دفاع غیرنظامی در سازمان بسیج ملی ادغام گردیدند و تحت مدیریت واحدی قرار گرفتند. با تصویب اساسنامه سپاه پاسداران در سال ۱۳۶۱، بسیج ملی منحل شد. در طی سال‌های ۱۳۶۱ تا ۱۳۷۰، کمیتهٔ کاهش اثرات بلایای طبیعی به مرور تأسیس و تکمیل شد. با تصویب قانون برنامه دوم توسعه در ایران، در وزارت کشور وقت ستادی با عنوان ستاد حوادث غیرمترقبه به منظور پیشگیری، امدادرسانی، بازسازی و نوسازی مناطق آسیب‌دیده از حوادث غیرمترقبه تشکیل شد.
با تصویب طرح جامع امداد و نجات کشور در سال ۱۳۸۲، موضوع مدیریت بحران‌های به وجود آمده در ایران وارد مرحله جدیدی شد. این طرح که با امضای مشترک وزارت کشور جمهوری اسلامی ایران، جمعیت هلال احمر جمهوری اسلامی ایران و ستاد کل نیروهای مسلح جمهوری اسلامی ایران تصویب شد، در همان سال به کلیهٔ سازمان‌ها و ارگان‌های اجرایی در ایران ابلاغ شد و متولی آن نیز همچنان وزارت کشور قرارداده‌شد. کارگروه‌های تخصصی متعددی نیز در زمینهٔ فعالیت در مراحل مختلف چرخه مدیریت بحران تشکیل شد. چند روز از تصویب این طرح نگذشته بود که زلزله‌ای مخرب در ۵ دی همان سال، در شهر بم حادث شد. علی‌رغم ابلاغ دستورهای مقتضی به دستگاه‌های درگیر در ماجرا، همچنان عدم کارایی مناسب به چشم می‌خورد و سازمان‌های درگیر نتوانستند عملکرد مطلوبی را به نمایش بگذارند.
در سال ۱۳۸۶ با بهره‌گیری از تجربیات فاجعه زلزله بم و استفاده از تجربیات و دانش سایر کشورهای حادثه‌خیز جهان، لایحه تشکیل سازمان مدیریت بحران کشور از جانب وزارت کشور وقت تقدیم دولت شد و بلافاصله به تصویب رسید و جهت کسب تأییدیه از جانب قوه مقننه ایران، به مجلس فرستاده شد. در زمستان همان سال نیز مجلس شورای اسلامی با تصویب آن، آن را به قانون تبدیل کرد و به این ترتیب اولین قانون جامع در خصوص مدیریت بحران‌ها در ایران بعد از انقلاب ۱۳۵۷ شکل گرفت. در اواخر خرداد سال ۱۳۸۷ این قانون به وزارت کشور دولت نهم ابلاغ شد تا شروع فعالیت سازمان مدیریت بحران کشور کلید بخورد.

## کارگروه‌های تخصصی سازمان
- کارگروه ارتباطات و فناوری اطلاعات با مسئولیت وزارت ارتباطات و فناوری اطلاعات و ریاست وزیر مربوطه
- کارگروه بهداشت و درمان با مسئولیت وزارت بهداشت، درمان و آموزش پزشکی و ریاست وزیر مربوطه
- کارگروه خشکسالی، سرمازدگی و مخاطرات کشاورزی (زراعت باغداری، دامداری، آبزیان و طیور) با مسئولیت وزارت جهاد کشاورزی و ریاست وزیر مربوطه
- کارگروه حمل و نقل، شریان‌های حیاتی، بلایای جوی و طوفان با مسئولیت وزارت راه و شهرسازی و ریاست وزیر مربوطه
- کارگروه تشکل‌های مردم نهاد با مسئولیت وزارت کشور و ریاست معاون امور اجتماعی، فرهنگی و شوراهای وزارت کشور ایران
- کارگروه بیمه، بازسازی و بازتوانی، تأمین و توزیع ماشین آلات، آواربرداری ساختمان‌ها، آتش‌نشانی، مواد خطرناک و انتقال و تدفین متوفیان با مسئولیت وزارت کشور و ریاست معاون امور عمرانی و رئیس سازمان شهرداری‌ها و دهیاری‌های کشور
- کارگروه امنیت و انتظامات با مسئولیت وزارت کشور و ریاست معاون امنیتی و انتظامی وزارت کشور
- کارگروه امور سیل و مخاطرات دریایی، برق، آب و فاضلاب با مسئولیت وزارت نیرو و ریاست وزیر مربوطه
- کارگروه تأمین سوخت و مواد نفتی با مسئولیت وزارت نفت و ریاست وزیر مربوطه
- کارگروه مخاطرات زلزله، لغزش لایه‌های زمین، ابنیه، ساختمان و شهرسازی با مسئولیت وزارت راه و شهرسازی و ریاست وزیر مربوطه
- کارگروه تأمین مسکن با مسئولیت وزارت راه و شهرسازی (بنیاد مسکن انقلاب اسلامی)
- کارگروه مخاطرات زیست‌محیطی با مسئولیت سازمان محیط زیست و ریاست رئیس مربوطه
- کارگروه آموزش و اطلاع‌رسانی با مسئولیت سازمان صدا و سیمای جمهوری اسلامی ایران و ریاست رئیس مربوطه
- کارگروه امداد و نجات و آموزش همگانی با مسئولیت جمعیت هلال احمر جمهوری اسلامی ایران با ریاست رئیس سازمان امداد و نجات

## عملکرد
با شروع به فعالیت این سازمان در خرداد ۱۳۸۷، قرار شد این سازمان برای یک دوره ۵ ساله به‌طور آزمایشی شروع به فعالیت کند و بعد از این مدت، کارایی و اثربخشی سازمان مورد سنجش قرار بگیرد. در خرداد ۱۳۹۲ اجرای آزمایشی مفاد قانون مدیریت بحران کشور به پایان رسید و نتایج ارزیابی عملکرد سازمان حاکی از ضعف مالی، مدیریتی، اطلاعاتی و ارتباطی در این سازمان بوده‌است که موجب شده اغلب طرح‌ها، پروژه‌ها، دستورالعمل‌ها و دوره‌های آموزشی اجراشده در این دوره ۵ ساله، نیمه‌کاره انجام شوند.